# Priorato di Sempringham
Il Priorato di Sempringham era un priorato del Lincolnshire, situato nei pressi della borgata di Sempringham. Oggi tutto quello che rimane del priorato sono i segni sul terreno lasciati dalle mura e una piazza visibile solo dall'alto. La principessa Gwenllian ferch Llywelyn, figlia di Llywelyn Ein Llyw Olaf ap Gruffydd, l'ultimo "vero" principe del Galles, fu tenuta prigioniera al priorato per gran parte della vita.
Il priorato venne fondato da Gilberto di Sempringham l'unico santo inglese ad aver fondato un Ordine monastico. Il priorato cominciò a divenire meta di pellegrinaggio quando Gilberto istituì nel 1131 l'ordine dei Gilbertini, Alexander, vescovo di Lincoln, aiutò la nascita dell'ordine facendo porre gli edifici religiosi a nord della chiesa parrocchiale di St.Andrews considerandola quale area protetta. San Gilberto morì a Sempringham nel 1189 e fu sepolto nella chiesa del priorato, egli venne quindi canonizzato nel 1202 in virtù dei molti miracoli che erano avvenuti sulla sua tomba.
La comunità ospitò per secoli i frati e le suore aderenti all'ordine dei gilbertini fino a che non vennero smantellati nel 1538 per ordine di Enrico VIII d'Inghilterra, della terra prese possesso la famiglia dei Baroni Clinton che abbatté tutti gli edifici senza lasciarne traccia alcuna nemmeno sul terreno. Col materiale ricavato i Clinton costruirono una magione.

## Il luogo
Il priorato sorgeva su un'area di circa 80 acri su un terrono posto al di sotto dei resti di una grande costruzione in Stile Tudor confinante con i Fens, una regione con terreno calcareo. La terra che era stata del priorato venne usata a scopo agricolo e nulla si sapeva di un preesistente monastero fino a che degli scavi archeologici compiuti nel 1939 a cura dell'Heritage Lincolnshire rivelarono i resti sepolti di un monastero medievale e di un complesso di case circondato da giardini. Il priorato in sé era lungo circa 110 metri e si dedusse che avesse dovuto avere al suo interno locali atti ad ospitare sia le suore che i frati in edifici databili al XII secolo. Al tempo della sua demolizione nel regno di Enrico VIII si diceva che avesse le proporzioni dell'Abbazia di Westminster. 

## San Gilberto
Come detto l'ordine dei gilbertini venne fondato nel 1131 e più o meno in quel periodo Gilberto lasciò la casa di Alessandro di Lincoln e tornò a servire presso la parrocchia di Sempringham della quale era rettore. Qui trovò sette giovinette che avevano imparato da lui la via della santità e avevano continuato a vivere una vita di stretta osservanza religiosa. Gilberto aveva ereditato al villaggio alcune terre attraverso suo padre e decise di usare quelle ricchezze ad uso di queste giovani.
Con l'aiuto di Alessandro egli costruì vari edifici, fra cui un Chiostro sul muro nord della chiesa che stava sulle terre di sua proprietà e diede loro una regola di vita comprendente la Castità, l'Umiltà, l'Obbedienza e la Carità.
Le loro necessità giornaliere venivano soddisfatte passando loro il necessario attraverso una finestra da una ragazza scelta da Gilberto fra i propri fedeli, per altro le persone a lui vicine gli dissero che le sue suore non avrebbero dovuto parlare con le laiche poiché i loro pettegolezzi avrebbero potuto rinfocolare in loro l'interesse per il mondo che avevano lasciato. Su consiglio di Willia, abate di Rievaulx, Gilberto acconsentì alla richiesta delle serve che lo avevano pregato di concedere anche a loro un abito e una regola, egli prese quindi anche dei frati conversi per coltivare il terreno dando anche a loro un abito e delle regole.
La piccola comunità crebbe in numero e fra i suoi primi benefattori vi fu Brian di Pointon e nel 1139 Gilberto accettò tre carrucate di terreno da Gilbert di Gand, conte di Lincoln (1126circa-1156) il loro feudatario. I primi edifici dimostrarono di essere troppo piccoli e il priorato con le sue due chiese, i chiostri e gli altri edifici vennero eretti sui terreni donati dal conte non lontano dalla chiesa parrocchiale e venne dedicato alla Vergine Maria. Grazie ai propri doni Gilberto di Gand venne considerato uno dei fondatori del priorato.
Nel 1147 Gilberto si recò all'Abbazia di Cîteaux per chiedere agli abati di ratificare la propria regola per i frati e le suore, ma questi rifiutarono. All'abbazia Gilberto conobbe Bernardo di Chiaravalle e Papa Eugenio III il quale gli accordò la propria presa a cuore del suo ordine. Bernardo lo invitò a Clairvaux dove lo aiutò a redigere lo Statuto dell'Ordine di Sempringham che venne poi approvato dal pontefice. Gilberto tornò in patria nel 1148 e completò l'ordine istituendo dei canonici perché servissero la comunità come sacerdoti e lo aiutassero nella parte amministrativa del lavoro.
Gilberto diede ai canonici la regola di Agostino d'Ippona e aggiunse molte altre regole prese dai costumi degli agostiniani e dei Canonici regolari premostratensi. 
A capo della casa era il Priore poi il sotto-priore, quindi il Cellario, il Precentore e il Sacrestano, a Sempringham il numero di canonici arrivò a toccare le 40 unità. I conversi seguivano la regola dei loro fratelli Cistercensi, mentre le suore seguivano i precett di Benedetto da Norcia.
Le case delle suore avevano la stessa divisione dei ruoli, con l'aggiunta della sorella che si occupava del Refettorio, e presso di loro vivevano delle converse che le servivano ed ubbidivano alle suore. Esse cucinavano per tutta la comunità, sotto la sorveglianza di una suora, una settimana a turno; in aggiunta preparavano la birra, cucivano e lavavano, tessevano la lana e trattavano con i ciabattini. Tutti gli abiti, con eccezione delle maglie e dei calzoni degli uomini, venivano cuciti dalle donne.
L'amministrazione generale della casa era in mano a quattro procuratori, il priore, il cellario e due conversi, mentre le spese erano sotto il controllo delle suore. La tesoreria era situara negli edifici di loro pertinenza ed era nelle mani delle tre suore più anziane e discrete ognuna responsabile di una chiave diversa. Le comunicazioni per affari, cibo ed altre cose avveniva attraverso un'apposita finestra costruita in modo che l'uno non potesse vedere l'altra.
V'era ovviamente una guida suprema, il maestro, a patto che godesse di buona salute e fosse di ineccepibile comportamento, veniva eletto a vita dal capitolo generale di frati e suore provenienti da tutte le case. Il privilegio di un'elezione libera venne garantito da Enrico II d'Inghilterra e riconfermata da Riccardo I d'Inghilterra nel 1189. La responsabilità delle case e delle fattorie ricadeva sui priori nei periodi in cui il titolo era vacante, di solito per un periodo di pochi giorni. Il maestro non apparteneva a una casa in particolare, ma peregrinava in visita da una all'altra. Secondo la regola il suo assenso era necessario per la vendita e l'acquisto di terre, legname ed ogni altro bene che superasse il valore di tre marchi e il suo sigillo era presente su ogni documento. Il maestro non poteva disporre di benefici ecclesiastici o altre proprietà messe da parte per sostenere le proprie spese di viaggio che avrebbero potuto essergli devolute dalla comunità. A metà del XIII secolo le case contribuivano al mantenimento del maestro in proporzione alla loro grandezza e nel 1535 un pagamento definito al maestro è segnalato nelle uscite di ogni casa. Il capitolo si incontrava annualmente in occasione delle Rogazioni e vi presenziavano il priore, le madri superiore di ogni case, il cellario, lo scrutatore generale e gli scrutatori del chiostro.
Mentre era maestro Gilberto vi furono due crisi importanti. Nei primi mesi del 1165 lui ed altri priori vennero convocati a Westminster per rispondere delle accuse di aver inviato del denaro a Tommaso Becket e di averlo aiutato a fuggire dall'Inghilterra, la pena per quresto crimine era l'esilio. Nonostante le accuse fossero false Gilberto si fece scrupolo di giurare la propria innocenza. Nello stesso tempo due giudici inviati da Enrico II comunicarono che Tommaso sarebbe stato giudicato al suo ritorno dalla Normandia e che gli accusati erano liberi.
Nel 1170 vi fu una ribellione dei conversi che si lamentavano della durezza del lavoro ed insistevano per avere più cibo e meno lavoro. Due di loro si recarono a Roma con una somma di denaro ottenuta illecitamente e presso Papa Alessandro III calunniarono sia Gilberto che i canonici tanto che il pontefice intervenne a loro favore. Quando la causa di Gilberto venne caldamente presa a cuore dal re e da parecchi vescovi il papa capì d'essere stato ingannato, quando i conversi capirono che non avrebbero ottenuto una rimozione forzata di Gilberto chiesero perdono e umilmente pregarono che la regola venisse allentata. Alcuni cambiamenti vennero in effetti apportati nel 1187 alla presenza di Ugo di Lincoln con il consenso del capitolo di Sempringham.
Il 4 febbraio 1189 Gilberto morì presso il priorato e fu sepolto nella chiesa dietro l'altare dedicato a Sant'Andrea e alla Vergine alla presenza di un certo numero di persone, la tomba fu posta in modo che potesse essere vista sia dagli uomini che dalle donne. Molti miracoli di guarigione si disse che fossero avvenuti sulla sua tomba negli anni seguenti e nel 1200 Hubert Walter, Arcivescovo di Canterbury, ottenne la sua canonizzazione che venne decretata da Papa Innocenzo III dopo un'indagine volta ad appurare la veridicità dei miracoli. La traslazione di Gilberto al suo santuario avvenne il 13 ottobre 1202 alla presenza di numerosi testimoni.
All'inizio il priorato soffrì di una certa povertà, ma molti benefattori ebbero pietà delle suore. Nel 1189 le proprietà del priorato comprendevano l'intero villaggio di Sempringham, insieme alla sua chiesa parrocchiale e alla cappella di Pointon oltre alle fattorie di Kirkby, Marham, Cranwell, Fulbeck, Thorpe, Bramcote, Walcote e Thurstanton, l'Eremo di Hoyland, i mulini di Folkingham e Birthorpe, la chiesa di Billingborough, diverse cappelle oltre alla metà dei villaggi di Trowell e Laughton.
Probabilmente in considerazione di queste dotazioni Gilberto decise che il numero delle suore e delle converse non dovesse superare le 120 unità, mentre i frati e i conversi non potevano essere più di 60.
Al priorato vennero donati numerosi pascoli tanto che la maggior entrata dei gilbertini era dovuta alla lana, in alcune case essa veniva tessuta non solo per farvi abiti per i religiosi, ma anche per venderla e nel 1193 tutta la lana di Sempringham venne requisita per pagare il riscatto di Riccardo I. I gilbertini erano tentati, a causa della loro esenzione dai dazi e dalla dogana di comportarsi come i cistercensi che commerciavano lana in tutto il paese. I divieti ecclesiastici e reali non riuscirono a fermarli nel disubbidire alla loro stessa regola. La gelosia dei commercianti laici spinse all'azione sia Enrico III d'Inghilterra che Edoardo I d'Inghilterra che minacciarono sanzioni nel 1262 e nel 1302, ma nel 1342 e 1344 le medesime lamentele raggiunsero Edoardo III d'Inghilterra che ordinò ai gilbertini di sospendere il commercio.